# Budova Komerční banky (Plzeň)
Budova Komerční banky v Plzni je regionálním sídlem uvedené obchodní banky. Stojí na adrese Goethova 1, přiléhá k Americké třídě. 

## Popis
Budova vyplňuje prostor celého bloku vymezeného Anglickým nábřežím na východní straně, ulicí Goethova na straně západní, Kopeckého sady na severní straně a blokem domů přiléhajícím k Americké třídě.
Sedmipatrová budova měla nápadně členěnou fasádu a směrem k řece Radbuze bylo zrealizováno rozsáhlé veřejné prostranství s terasou. Fasáda objektu byla rozčleněna, aby se zakryla monumentálnost objektu, přesto budova bývá kritizována pro svou naddimenzovanost. Má železobetonový skelet, část fasády je zavěšená.
Dominantním prvkem stavby byla keramická fasáda s nápisem Státní banka československá. Autorem mozaiky byl umělec Rudolf Matějka. Za uvedenou stěnou se nachází hlavní zasedací sál.

## Výtvarná díla
Před budovou banky se nachází rozsáhlé prostranství, jehož součástí jsou dva památníky: Památník Československo - Sovětské smlouvy a Památník obětem komunistického teroru. První uvedený byl na tomto místě odhalen v době vzniku banky, druhý v roce 1993. V 50. letech 20. století zde stával plzeňský pomník Josifa Stalina.

## Historie
Na místě dnešní banky se nacházelo Německé divadlo, které bylo v 60. letech 20. století uzavřeno a roku 1977 zbouráno. Následně byla zahájena výstavba nového objektu, která probíhala čtyři roky.
Budova byla dokončena v roce 1981 jako budova tehdejší Státní banky Československé. Nacházelo se zde její krajské ředitelství. Budovu banky vyprojektovali architekti Vladimír Belšán a Miloslav Sýkora. Objekt navázal na z jižní strany přiléhající zbytek bloku domů, který nebyl stržen.
Později se objekt stal krajským sídlem pro Komerční banku.
V roce 2013 byla uskutečněna komplexní rekonstrukce budovy, především vnějšího pláště, který byl původní. Modernizace vznikla podle projektu společnosti Atelier VK za normálního provozu objektu. Došlo k odstranění několika původních prvků a novému ztvárnění podoby pláště.